# 金魏弘
金魏弘（？—888年），新罗宗室，追封惠成王，新罗第43任国王僖康王金悌隆的孙子，懿恭王金启明之子，新罗第48任国王景文王金膺廉之弟。

## 生平
景文王十五年（875年）三月，景文王卒，其子憲康王金晸即位。拜叔父伊湌金魏弘爲上大等，大阿湌朴乂謙爲侍中。真圣女王與角干金魏弘私通，常入禁宫之內掌权用事。命他與大矩和尙，修集乡歌，称为《三代目》。真聖王二年（888年）二月，金魏弘卒，追諡爲惠成大王。

## 家族
- 父亲：金啓明
- 母亲：光和夫人
- 长兄：景文王
- 长嫂：文懿王后，宪安王之女
- 夫人：鳧好夫人，真聖女王乳母